# Хака (Іспанія)
Хака (ісп. Jaca, араг. Chaca) — муніципалітет в Іспанії, у складі автономної спільноти Арагон, у провінції Уеска. Населення — 13 396 осіб (2009).

## Географія
Муніципалітет розташований на відстані близько 360 км на північний схід від Мадрида, 49 км на північ від Уески.
Місто було серед претендентів на проведення Зимових Олімпійських ігор 1998, 2002, 2010, 2014 і 2018 років, але завжди була аутсайдером.

## Історія
У 802 — 1035 роках Хака була центром Арагонського графства. У 802 — 922 роках воно входило до Іспанської Марки Франкського королівства, а в 922 — 1035 роках — до Памплонського (Наваррського) королівства.

## Адміністративний поділ
На території муніципалітету розташовані такі населені пункти: (дані про населення за 2009 рік)
- Абай: 43 особи
- Абена: 21 особа
- Ара: 45 осіб
- Арагуас-дель-Солано: 20 осіб
- Аскара: 52 особи
- Асьєсо: 21 особа
- Атарес: 41 особа
- Банагуас: 42 особи
- Барагуас: 27 осіб
- Барос: 81 особа
- Бернуес: 32 особи
- Бескос-де-Гарсіпольєра: 8 осіб
- Бінуе: 8 осіб
- Ботая: 31 особа
- Каніас: 39 осіб
- Еспуендолас: 17 осіб
- Грасьйонепель: 16 осіб
- Гуаса: 59 осіб
- Гуасільйо: 74 особи
- Іпас: 12 осіб
- Хака: 12434 особи
- Харлата: 8 осіб
- Лерес: 12 осіб
- Мартільюе: 11 осіб
- Наваса: 37 осіб
- Навасілья: 8 осіб
- Новес: 31 особа
- Оранте: 5 осіб
- Осія: 27 осіб
- Ульє: 33 особи
- Вільяновілья: 9 осіб
- Пуерто-Астун: 7 осіб
- Бадагуас: 42 особи
- Фрахіналь: 4 особи
- Ластьєсас-Альтас: 10 осіб
- Ластьєсас-Бахас: 7 осіб

## Демографія
Динаміка населення (INE ):

## Релігія
- Центр Хакської діоцезії Католицької церкви.